# CSM Târgoviște
CSM Târgoviște är en sportklubb från Târgoviște, Rumänien. Klubben är aktiv och tillhör den rumänska eliten inom flera idrotter. Både dess basket och volleybollsektion har blivit rumänska mästare (damer). Basketlaget har blivit mästare 11 gånger (1995, 1996, 2002, 2003, 2004, 2005, 2007, 2009, 2010, 2012, 2014) och vunnit rumänska cupen 9 gånger (2002, 2003, 2004, 2005, 2007, 2009, 2010, 2012, 2013). Damvolleybollaget blev rumänska mästare 2021 och vann rumänska cupen 2016